# Djalmabatista dellomei
Djalmabatista dellomei är en tvåvingeart som beskrevs av Ernst Josef Fittkau 1968. Djalmabatista dellomei ingår i släktet Djalmabatista och familjen fjädermyggor. Inga underarter finns listade i Catalogue of Life.